# Lungotevere dei Fiorentini
Il lungotevere dei Fiorentini è il tratto di lungotevere che collega piazza Pasquale Paoli a via Acciaioli, a Roma, nel rione Ponte.
La zona è detta dei Fiorentini perché qui, nel XV secolo, si trasferì tanta gente di Firenze, successivamente protetta dai papi Medici Leone X e Clemente VII, provenienti dal capoluogo toscano.
In quest'area i fiorentini avevano un proprio tribunale, le loro leggi, un consolato, un carcere e costruirono la loro chiesa nazionale (basilica di San Giovanni de' Fiorentini) e un convento, oggi distrutto. Leone X, inoltre, nel 1519 concesse ai concittadini la piccola chiesa di San Pantaleo juxta flumen (o di San Pantaleo Affine, cioè ad flumen), demolita dai fiorentini per la gran fabbrica di San Giovanni de' Fiorentini.
Nel 1863 era stato costruito un ponte, anch'esso detto dei Fiorentini, che collegava gli attuali lungoteveri Sangallo e Gianicolense; fu demolito nel 1941, un anno prima della costruzione del nuovo ponte, dedicato al principe Amedeo di Savoia Aosta, poco distante dal precedente.